# Hipòlit II d'Este
Hipòlit d'Este, també anomenat Hipòlit II d'Este, (Ferrara, Ducat de Ferrara, 1509 - Roma, Estats Pontificis, 1572) fou un membre de la Casa d'Este que va esdevenir cardenal de l'Església Catòlica.

## Orígens familiars

Escut d'armes de la Casa d'Este vers el 1535.

Va néixer el 25 d'agost de 1509 a la ciutat de Ferrara sent el segon fill del duc Alfons I d'Este i la seva segona esposa, Lucrècia Borja. Fou net per línia paterna d'Hèrcules I d'Este i Elionor de Nàpols, i per línia materna del Roderic de Borja, futur papa Alexandre VI, i la seva amistançada Vannozza Cattanei. Fou germà, entre d'altres, del duc Hèrcules II d'Este i d'Alfons d'Este.

## Carrera eclesiàstica
De ben jove orientà la seva vida vers el món eclesiàstic seguint els passos del seu oncle Hipòlit d'Este, del qual va heretar l'arquebisbat de Milà el 1519, càrrec que abandonà el 1550. El 20 de desembre de 1538 fou nomenat cardenal per part del papa Pau III, esdevenint entre 1550 i 1551 bisbe de Novara a títol personal, esdevenint posteriorment bisbe emèrit d'aquesta diòcesi.
Posteriorment fou nomenat "protector" del Regne de França per part del rei Francesc I de França, nomenament fet per raons polítiques i matrimonials (el seu germà Hèrcules II estava casat amb Renata de França, filla de Lluís XII de França i cunyada tant d'Hipòlit com de Francesc I). El 1550 va ser nomenat governador de Tívoli.
Disgustat per les intrigues en contra seva i cansat dels jocs polítics, morí el 2 de desembre de 1572 a la ciutat de Roma, sent enterrat a l'església de Santa Maria la Major de Tívoli.

## Patró de les arts
Amant de luxe i la magnificència fou propietari de la Vil·la d'Este, construcció realitzada a Tívoli per l'arquitecte manierista Pirro Ligorio, i que avui en dia forma part del Patrimoni de la Humanitat de la UNESCO. Així mateix també ajudà a impulsar la carrera del compositor Giovanni Pierluigi da Palestrina.